# Climaciella
Climaciella (лат.) — род насекомых из семейства мантиспид отряда сетчатокрылых.

## Описание
Передний край крыля затемнёный. Кубитальная жилка заднего крыла почти прямая, не приближается к анальной жилке. Третья радиальная ячейка очень удлинённая.

## Классификация
В роде Climaciella восемь современных видов и один вымерший:
- Climaciella amapaensis Penny, 1983 — север Южной Америки от штата Амапа на севере Бразилии до Перу;
- Climaciella brunnea (Say in Keating, 1824) — Северная и Центральная Америка от юга Канады до Коста-Рики;
- Climaciella cubana Enderlein, 1910 — эндемик Кубы;
- Climaciella duckei Navás, 1915 — Южная Америка (Бразилия и Перу);
- †Climaciella henrotayi Nel, 1989 — олигоцен, Франция.
- Climaciella obtusa Hoffman in Penny, 2002 — юг Центральной и северо-запад Южной Америки от Коста-Рики до Эквадора;
- Climaciella personata (Stitz, 1913) — центр Южной Америки (Боливия);
- Climaciella porosa Hoffman in Penny, 2002 — Центральная Америка (Коста-Рика);
- Climaciella semihyalina (Le Peletier & Audinet-Serville in Latreille et al., 1825) — Центральная и Южная Америка от юга Мексики до Аргентины.

## Распространение
Ареал рода охватывает Северную, Центральную и Южную Америку от юга Канады до Аргентины.

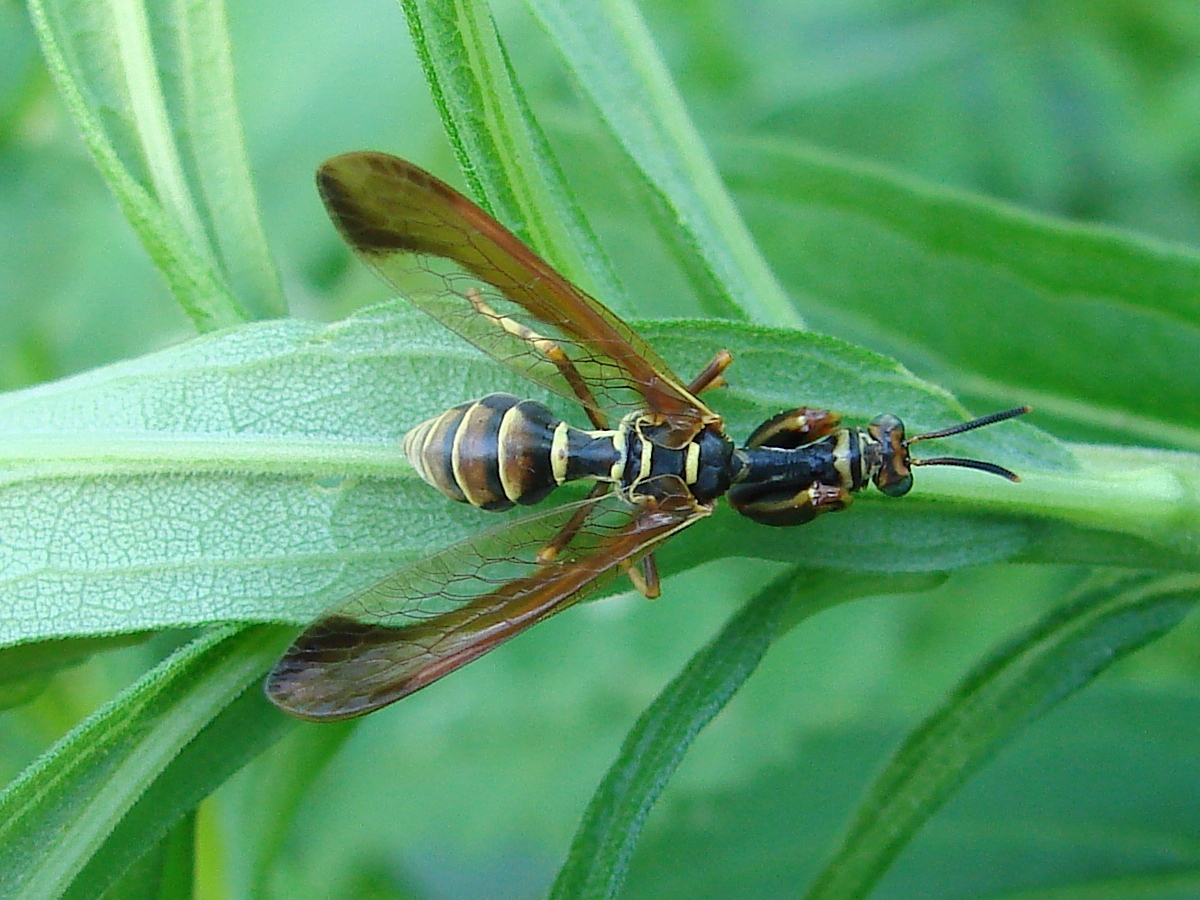
Climaciella brunnea